# Albrecht-Dürer-Gymnasium (Neukölln)
Das Albrecht-Dürer-Gymnasium ist ein Gymnasium im Berliner Ortsteil Neukölln. Es ist nach dem Künstler Albrecht Dürer benannt. Das Schulmaskottchen ist Albrecht Dürers Nashorn.

## Geschichte
Die Schule wurde 1906 als Oberrealschule nur für männliche Schüler gegründet, die auf mathematisch-technische Berufe und ein naturwissenschaftliches Studium vorbereitete. Das von Reinhold Kiehl (1874–1913) entworfene Gebäude steht unter Denkmalschutz.
In den letzten Jahren des Zweiten Weltkriegs war das Schulgebäude eine Unterkunft für Internierte. Der Schulbetrieb wurde an anderen Orten weitergeführt.
Nach Ende des Zweiten Weltkrieges wurde die Beschränkung nur auf männliche Schüler aufgehoben. Zunächst Ende der 1960er Jahre gab es so viele Lernende, dass zeitweise ein Filialbetrieb aufgenommen werden musste. Zu Beginn der 1970er Jahre wurde die reformierte Oberstufe eingeführt. In den 1980er Jahren erfolgte nach Initiativen aus dem Kollegium der Ausbau des Dachgeschosses, wodurch neue Unterrichtsräume hinzugewonnen wurden. 1999 wurde am Albrecht-Dürer-Gymnasium ein Schnellläuferzug (später Schnelllernerzug genannt) eingerichtet.

## Anzahl Lernende und Lehrende
| Schuljahr | Lernende | Lehrende |
| --------- | -------- | -------- |
| 2012/2013 | 668      | 54       |
| 2013/2014 | 614      | 50       |
| 2014/2015 | 586      | 51       |
| 2015/2016 | 566      | 51       |
| 2016/2017 | 570      | 54       |
| 2017/2018 | 565      | 51       |
| 2018/2019 | 532      | 52       |
| 2019/2020 | 531      | [ 3 ]    |

## Bekannte Lehrer
- Bruno Danicke (1875–), nationalsozialistischer Lehrer und Politiker
- Emil Podszus (1881–1968), Physiker und Erfinder
- Fritz Baer (1908–1972), SPD-Kommunalpolitiker, Mitarbeiter von Fritz Karsen
- Michael Cramer (* 1949), Politiker (Grüne), Mitglied des Europäischen Parlaments
- Johannes F. Klein, Amerikanistiker, Schulleiter

## Bekannte Schüler
- Eberhard Storch (1905–1978), Komponist („Auf Wiederseh’n“)
- Herbert Crüger (1911–2003), Kommunist
- Artur Stolz (1932–2018), Basketballspieler
- Alexander Kulpok (* 1938), Publizist und TV-Moderator
- Peter Gillies (* 1939), Journalist, WELT-Chefredakteur
- Bernd Walter (* 1939), Kommandeur Grenzschutzkommando Ost
- Frank Bielka (* 1947), SPD-Politiker, Staatssekretär
- Ditmar Staffelt (* 1949), Politiker (SPD), Parlamentarischer Staatssekretär im Kabinett Schröder II
- Jürgen Jürgens (1952–2018), Radiomoderator
- Christine Vogler (* 1969), Präsidentin des Deutschen Pflegerats